# Rothschildia cincta
Rothschildia cincta is een vlinder uit de onderfamilie Saturniinae van de familie nachtpauwogen (Saturniidae). De vlinder komt oorspronkelijk voor in Midden- en Zuid-Amerika, met name in landen als Costa Rica, Colombia en Ecuador. De vlinder leeft in tropische regenwouden en bergbossen op hoogtes tussen de 500 en 2.000 meter.
De vleugels zijn chocoladebruin van kleur en worden gekenmerkt door grote transparante ruimtes op elke vleugel. Het onderscheidt zich van andere soorten door de breedte van zijn postmediale band (de witte streep bijna in het midden van de vleugels), die getand is. De spanwijdte varieert van 10 tot 13 cm.
Net als veel andere soorten uit de Saturniidae-familie leeft de Rothschildia cinctus slechts enkele dagen als volwassen vlinder. Het doel van de volwassen vlinder is om te paren en eieren te leggen voor de volgende generatie.